# Nososticta egreria
Nososticta egreria är en trollsländeart som först beskrevs av Maurits Anne Lieftinck 1937.  Nososticta egreria ingår i släktet Nososticta och familjen Protoneuridae. Inga underarter finns listade i Catalogue of Life.